# سمانه مغربیه
سمانه مغربیه معروف به سیده و کنیه اش ام الفضل، مادر علی الهادی و همسر محمد التقی (به ترتیب امامان دهم و نهم شیعهٔ دوازده امامی) می‌باشد. نام او را اسماء نیز گفته‌اند. سمانه، کنیزی بود که به دستور محمد التقی به هفتاد دینار خریداری شد. او بسیار روزه می‌گرفت و نماز می‌خواند. مرقد سمانه، در سامرا، در حرم عسکریین و در مجاورت علی الهادی، حسن العسکری، نرجس خاتون (همسر حسن العسکری، حکیمه (دختر محمد التقی) و حٌدَیث (همسر علی الهادی) است. سمانه در زمره زنان راوی حدیث نام برده شده‌است.
در جنّات الخلود آمده‌است که آن بانو، همیشه روزه مستحبی می‌گرفت و در زهد و تقوا مثل و مانند نداشت.
تمام فرزندان محمد التقی از سمانه زاده شدند. پسران سمانه، علی الهادی، موسی مبرقع، ابواحمد حسین و ابوموسی عمران و دخترانش، فاطمه، خدیجه، ام‌کلثوم و حکیمه هستند.

### جایگاه
علی الهادی دربارهٔ مادرش گفته‌است:
أُمِّی عَارِفَةٌ بِحَقِّی، وَ هِیَ مِنْ أَهْلِ الْجَنَّةِ، لَا یَقْرَبُهَا شَیْطَانٌ مَارِدٌ، وَ لَا یَنَالُهَا کَیْدُ جَبَّارٍ عَنِیدٍ، وَ هِیَ مَکْلُوءَةٌ بِعَیْنِ اللَّهِ الَّتِی لَا تَنَامُ، وَ لَا تَتَخَلَّفُ عَنْ أُمَّهَاتِ الصِّدِّیقِینَ وَ الصَّالِحِینَ.
ترجمه:
مادرم عارف به حق من (حق امامت) است، اهل بهشت است، شیطان سرکش به او راهی ندارد و نزدیکش نمی‌شود و مکر و حیله جبار سرکش به وی نمی‌رسد، تحت نظر الهی است که غلفت در او راه ندارد، او با مادران صدیق و صالح فرقی ندارد.